# Сумароков, Николай Степанович
Сумароков, Николай Степанович (1727 — 1812) — историк, первый учёный, изучивший историю костромского края, участник Семилетней войны.

## Биография
Родился в семье помещика Степана Матвеевича и принадлежал к ярославско-костромскому роду Сумароковых. В 1748 году поступил на службу в гренадёрский полк. В 1764 году в чине секунд-майора вышел в отставку, после чего переехал в родовое имение Карцово Костромского уезда. В 1771 году переселился в Кострому, так как был избран уездным предводителем дворянства. Через 4 года стал ryбернским предводителем, а в 1779 году —  председателем Костромского ryбернского магистрата. С 1780 по 1781 годы служил судьей в совестном суде Костромского наместничества.
Потратил 12 лет (1776—1788) на изучение истории своей Родины — Костромского края. В 1776 году написал первый краткий вариант истории Костромы «Краткое историческое известие о городе Костроме», а с 1778 года работает над её расширенным вариантом. Полное название рукописи — «История о первоначалии и происшествиях г. Костромы до учреждения наместничества». Она содержит сведения с основания города до 1778 года. Дважды Н.С. Сумароков сдавал рукопись в печать, но опубликована она так и не была. Лишь в 1997 году в «Губернском доме», историко-краеведческом журнале города Костромы, напечатаны отдельные главы его работы.
В 1793 году вместе с сыном открыл сначала в Карцове, а потом в Костроме типографию, которая выпустила одиннадцать книг. В 1797 году частные типографии были закрыты, и сумароковскую приобрело губернское правление. Кроме того, отец и сын Сумароковы открыли в Костроме один из первых литературных салонов. И типография, и салон сыграли значительную роль в культурной жизни костромского края.

### Семья
- Жена — Меланья Ивановна.
- Дети:
  - Никита Николаевич Сумароков (1765 — 1812) — капитан в отставке, переводчик с французского, служил в губернском правлении. Активно участвовал в общественной деятельности своего отца, также был автором «Краткого начертания о первоначалии и приращении города Костромы до открытия губернии» (краткое переложение «Истории о первоначалии и происшествиях г. Костромы...»)[5];
  - Варвара Николаевна Сумарокова;
  - Анна Николаевна Сумарокова.